# 10'S BEST
『10'S BEST』（テンズベスト）は、OKAMOTO'Sの1枚目のベスト・アルバム。2020年4月15日にAriola Japanから発売された。

## 概要
- 自身初のベストアルバム[注 1]
- CDは完全生産限定盤、初回生産限定盤、通常盤の3形態で発売。
- 本作に収録される楽曲のラインナップは、Disc1は「Fan's Selection」と題し、2020年1月8日から2月3日まで行われたファン投票[2]で決定された楽曲を厳選し、人気投票順に楽曲が並べられ、人気楽曲を一気に聞き込める構成となっている。Disc2は「Member's Selection& Rare Tracks」と題し、新曲を含め、メンバーが厳選した楽曲が収録し、各年代で特に印象的な楽曲や、配信のみでリリースされた人気曲、更に、アルバムに収録されなかった未発表曲などで構成されている[3]。
- 本作のジャケット写真は、自身の1stアルバム『10'S』のセルフオマージュとなっている。[1]
- 完全生産限定盤・初回生産限定盤の特典Blu-rayには、2019年6月27日に開催した自身初の日本武道館公演『OKAMOTO'S 10th ANNIVERSARY LIVE“LASTBOY”』を収録。更に、完全生産限定盤のみ、「OKAMOTO'S SPECIAL MOVIE」と題したメンバーのインタビューを追加収録。
- 完全生産限定盤には、前述のBlu-rayと、限定LP『Early Years Collection』を付属。更に、豪華パッケージ仕様となっている。

## 収録曲

### CD

#### Disc1「Fan's Selection」
1. 90'S TOKYO BOYS
作詞：オカモトショウ
作曲：オカモトショウ、オカモトコウキ
編曲：OKAMOTO'S
  - 7thアルバム『NO MORE MUSIC』収録曲
  - adidas「CAMPUSシリーズ」プロモーションムービー起用曲
2. Dancing Boy
作詞・作曲：オカモトショウ
編曲：OKAMOTO'S、NAOKI
プロデュース：NAOKI
  - 8thアルバム『BOY』収録曲
3. BROTHER
作詞・作曲：オカモトショウ
編曲：OKAMOTO'S、NAOKI
プロデュース：NAOKI
  - 9thシングル
  - Netflix配信ドラマ『火花』主題歌
4. 青い天国
作詞：OKAMOTO'S、小出祐介
作曲・編曲：OKAMOTO'S
  - 2ndシングルの2曲目
  - TBS系ドラマ『白戸修の事件簿』主題歌
5. NO MORE MUSIC
作詞・作曲：オカモトショウ
編曲：OKAMOTO'S
  - 7thアルバム『NO MORE MUSIC』収録曲
6. Beek
作詞：オカモトショウ
作曲・編曲：OKAMOTO'S
  - 1stアルバム『10'S』収録曲
7. ROCKY
作詞・作曲：オカモトショウ
編曲：OKAMOTO'S
  - 配信限定3rdシングル
8. NEKO
作詞・作曲：オカモトショウ
編曲：OKAMOTO'S
  - 1stEP『BL-EP』収録曲
9. Phantom(By Lipstick)
作詞：オカモトショウ
作曲：オカモトコウキ
編曲：OKAMOTO'S
  - 1stEP『BL-EP』収録曲
10. SEXY BODY
作詞：いしわたり淳治、オカモトショウ
作曲：オカモトショウ
編曲：OKAMOTO'S
  - 5thシングル
11. JOY JOY JOY
作詞：オカモトショウ
作曲：オカモトコウキ、オカモトショウ
編曲：OKAMOTO'S、田中ユウスケ
  - 4thシングルの1曲目
12. Border Line
作詞・作曲：オカモトコウキ
編曲：OKAMOTO'S
  - 1stEP『BL-EP』収録曲
13. ラブソング
作詞・作曲：オカモトショウ
編曲：OKAMOTO'S
  - 3rdシングルの1曲目
  - テレビ東京系アニメ『NARUTO -ナルト- SD ロック・リーの青春フルパワー忍伝』オープニングテーマ
14. Burning Love
作詞：オカモトショウ
作曲：オカモトコウキ
編曲：OKAMOTO'S
  - 配信限定2ndシングル
  - 映画『にがくてあまい』主題歌
15. マジメになったら涙が出るぜ
作詞：いしわたり淳治、OKAMOTO'S
作曲：OKAMOTO'S
編曲：OKAMOTO'S、大久保友裕
  - 2ndシングルの1曲目
16. うまくやれ
作詞：オカモトショウ
作曲：ハマ・オカモト、OKAMOTO'S
編曲：OKAMOTO'S
  - 6thアルバム『OPERA』収録曲
17. なんかホーリー
作詞・作曲：オカモトコウキ
編曲：OKAMOTO'S
  - 9thシングルカップリング

#### Disc2「Member's Selection& Rare Tracks」
1. Dance To Moonlight
作詞：オカモトショウ
作曲：オカモトショウ、オカモトコウキ
編曲：OKAMOTO'S、BRIAN SHINSEKAI
  - 新曲
  - STORES「お店つくろう～雑貨篇～」CMソング[4]
2. 新世界
作詞：オカモトショウ
作曲：オカモトショウ、オカモトコウキ
編曲：OKAMOTO'S、小林武史
  - サウンドトラック『「HELLO WORLD」オリジナル・サウンドトラック』収録曲
  - アニメ映画『HELLO WORLD』主題歌
3. ART(OBKR/YaffleRemix)feat.Gottz,Tohji,ShurknPap
作詞：オカモトショウ、Gottz、Tohji、Shurkn Pap
作曲：オカモトショウ
編曲：OKAMOTO'S、OBKR、Yaffle
  - 配信限定シングル
  - 初CD化[注 2]
4. Regret
作詞・作曲：オカモトショウ
編曲：OKAMOTO'S
  - 未発表曲
5. Turn Up
作詞：オカモトショウ
作曲：オカモトショウ、オカモトコウキ
編曲：OKAMOTO'S
  - NHK『アニパラ あなたのヒーローは誰ですか 第1弾"ブラインドサッカー編"』テーマソング[5]
  - 初CD化
6. LOVE
作詞・作曲：オカモトショウ
編曲：OKAMOTO'S
  - 未発表曲
7. Lagoon
作詞・作曲：オカモトショウ
編曲：OKAMOTO'S
  - 9thシングルカップリング
8. Beautiful Days
作詞：オカモトショウ
作曲：オカモトショウ、オカモトコウキ
編曲：OKAMOTO'S、佐橋佳幸
  - 8thシングル
  - テレビ東京系テレビアニメ『銀魂°』3代目オープニングテーマ
  - アルバム初収録
9. Dance With You
作詞・作曲・編曲：OKAMOTO'S
  - 7thシングルの2曲目
  - 日清食品「カップヌードル『バカッコイイ』篇」CMソング
10. HEADHUNT
作詞：オカモトショウ、いしわたり淳治
作曲：オカモトコウキ
編曲：OKAMOTO'S
  - 6thシングル
  - TOKYO MX アニメ『デュラララ!!×2 承』オープニングテーマ
11. チャンス
作詞：オカモトコウキ、オカモトショウ
作曲：オカモトコウキ
編曲：OKAMOTO'S
  - 6thシングルカップリング
12. HAPPY BIRTHDAY
作詞・作曲：オカモトショウ
編曲：OKAMOTO'S、岸田繁
プロデュース：岸田繋
  - 5thアルバム『Let It V』収録曲
13. 恋のビート
作詞・作曲：オカモトショウ
編曲：OKAMOTO'S
  - 5thシングルカップリング
14. サウンド・オブ・ミュージック
作詞・作曲：奥田民生
編曲：OKAMOTO'S
  - 奥田民生トリビュートアルバム『奥田民生・カバーズ2』収録曲
  - 奥田民生の16thシングルのカバー
15. ミスターファンタジスタ
作詞：オカモトショウ、オカモトレイジ
作曲：OKAMOTO'S
編曲：OKAMOTO'S、大久保友裕
  - 2ndシングルカップリング
16. ヤバコウキ
作詞・作曲・編曲：オカモトコウキ
  - 8thシングルカップリング
  - YouTube『オカモトーーーク！』エンディングテーマ

### 特典Blu-ray (完全生産限定盤・初回生産限定盤)
- 「OKAMOTO'S 10th ANNIVERSARY LIVE“LASTBOY”」

| #   | タイトル                    | 作詞 | 作曲・編曲 |
| --- | --------------------------- | ---- | ---------- |
| 1.  | 「Dreaming Man」            |      |            |
| 2.  | 「Hole」                    |      |            |
| 3.  | 「FOOL」                    |      |            |
| 4.  | 「NO MORE MUSIC」           |      |            |
| 5.  | 「Higher」                  |      |            |
| 6.  | 「NEKO」                    |      |            |
| 7.  | 「ハーフムーン」            |      |            |
| 8.  | 「Animals」                 |      |            |
| 9.  | 「偶然」                    |      |            |
| 10. | 「Phantom(By Lipstick)」    |      |            |
| 11. | 「NOTHING」                 |      |            |
| 12. | 「マダラ」                  |      |            |
| 13. | 「ART(FCO2811)」            |      |            |
| 14. | 「SAVE ME」                 |      |            |
| 15. | 「HEADHUNT」                |      |            |
| 16. | 「BROTHER」                 |      |            |
| 17. | 「ROCKY」                   |      |            |
| 18. | 「Dancing Boy」             |      |            |
| 19. | 「DOOR」                    |      |            |
| 20. | 「Beek」(ENCORE)            |      |            |
| 21. | 「90'S TOKYO BOYS」(ENCORE) |      |            |

※特典映像：OKAMOTO'S SPECIAL MOVIE（完全生産限定盤のみ収録）

### LP (完全生産限定盤)
「Early Years Collection」

#### -Side A-
1. Run Run Run
2. 笑って笑って･･･
3. 欲望を叫べ!!!!
4. マジメになったら涙が出るぜ
5. 青い天国

#### -Side B-
1. ラブソング
2. 共犯者
3. JOY JOY JOY
4. 告白
5. SEXY BODY